# Sofiane Alakouch
Sofiane Alakouch (in arabo سفيان علكوش‎?; Nîmes, 29 luglio 1998) è un calciatore francese naturalizzato marocchino, difensore del Paris FC.

## Caratteristiche tecniche
Terzino molto veloce e rapido, abile in entrambe le fasi del gioco, è bravo negli inserimenti offensivi e nei cross. Tecnicamente dotato, è in possesso di un buon controllo palla, che gli permette di compiere notevoli verticalizzazioni.

## Carriera

### Club
Cresciuto nel settore giovanile del Nîmes, club della sua città natale, ha esordito in prima squadra il 15 aprile 2016, nella partita di Ligue 2 vinta per 1-2 contro il Tours. In breve tempo, nonostante la giovane età, si è imposto come titolare nel ruolo, conquistando anche una promozione in Ligue 1.
Il 21 luglio 2021 viene acquistato dal Metz.

### Nazionale
In possesso della cittadinanza marocchine, nel 2017 ha ricevuto la prima convocazione con la nazionale africana. Ha invece debuttato con l’Under-21 francese il 25 maggio 2018, nell’amichevole persa per 2-1 contro la Svizzera.
Nell'agosto 2021 viene convocato nuovamente dal Marocco, con cui fa il suo esordio il 12 novembre seguente nel successo per 3-0 contro il Marocco.

## Statistiche

### Presenze e reti nei club
Statistiche aggiornate al 16 settembre 2018.
| Stagione        | Squadra         | Campionato      | Campionato | Campionato | Coppe nazionali | Coppe nazionali | Coppe nazionali | Coppe continentali | Coppe continentali | Coppe continentali | Altre coppe | Altre coppe | Altre coppe | Totale | Totale |
| Stagione        | Squadra         | Comp            | Pres       | Reti       | Comp            | Pres            | Reti            | Comp               | Pres               | Reti               | Comp        | Pres        | Reti        | Pres   | Reti   |
| --------------- | --------------- | --------------- | ---------- | ---------- | --------------- | --------------- | --------------- | ------------------ | ------------------ | ------------------ | ----------- | ----------- | ----------- | ------ | ------ |
| 2015-2016       | Nîmes           | L2              | 1          | 0          | CF+CdL          | -               | -               | -                  | -                  | -                  | -           | -           | -           | 1      | 0      |
| 2016-2017       | Nîmes           | L2              | 20         | 0          | CF+CdL          | 0               | 0               | -                  | -                  | -                  | -           | -           | -           | 20     | 0      |
| 2017-2018       | Nîmes           | L2              | 30         | 0          | CF+CdL          | 1+1             | 0               | -                  | -                  | -                  | -           | -           | -           | 32     | 0      |
| 2018-2019       | Nîmes           | L1              | 25         | 1          | CF+CdL          | 1+2             | 0               | -                  | -                  | -                  | -           | -           | -           | 28     | 1      |
| 2019-2020       | Nîmes           | L1              | 17         | 0          | CF+CdL          | 0+1             | 0               | -                  | -                  | -                  | -           | -           | -           | 18     | 0      |
| 2020-2021       | Nîmes           | L1              | 22         | 0          | CF              | 0               | 0               | -                  | -                  | -                  | -           | -           | -           | 22     | 0      |
| Totale Nîmes    | Totale Nîmes    | Totale Nîmes    | 115        | 1          |                 | 6               | 0               |                    | -                  | -                  |             | -           | -           | 121    | 1      |
| 2021-2022       | Metz            | L1              | 4          | 0          | CF              | 0               | 0               | -                  | -                  | -                  | -           | -           | -           | 4      | 0      |
| Totale carriera | Totale carriera | Totale carriera | 119        | 1          |                 | 6               | 0               |                    | -                  | -                  |             | -           | -           | 125    | 1      |